# Juan Meléndez Valdés
Juan Meléndez Valdés (n. 11 martie 1754 la Ribera del Fresno - d. 24 mai 1817 la Montpellier) a fost un poet neoclasic spaniol.
Alături de Jovellanos, a fost un exponent de seamă al poeziei spaniole din secolul al XVIII-lea.
A scris o lirică neoclasică, de inspirație erotică și bucolică, în continuarea tradiției lui Garcilaso de la Vega, Fernando de Herrera și Luis de Góngora y Argote, dar și pre-romantică, pe teme meditative, sub influența lui Jovellanos.
Prin ode și balade, a conferit o nouă flexibilitate metricii spaniole.

## Scrieri
- 1780: Batilo
- 1785: Poesías ("Poezii").

1. 1 2  Juan Meléndez Valdés, Brockhaus Enzyklopädie
2. 1 2 3  Autoritatea BnF, accesat în 10 octombrie 2015
3. 1 2  Juan. Batilo Meléndez Valdés, Diccionario biográfico español, accesat în 9 octombrie 2017
4. 1 2  Juan Antonio Meléndez Valdés, Gran Enciclopèdia Catalana
5. 1 2  Juan Melendez Valdes, Encyclopædia Britannica Online, accesat în 9 octombrie 2017
6. ↑  CONOR.SI[*] Verificați valoarea |titlelink= (ajutor)
7. ↑  Czech National Authority Database, accesat în 30 august 2020